# Arline Judge
Arline Judge (21 de febrero de 1912 – 7 de febrero de 1974) fue una actriz estadounidense cuyo campo de trabajo se centró fundamentalmente en las producciones cinematográficas de serie B, y que alcanzó cierta fama por casarse y divorciarse en siete ocasiones.

## Resumen biográfico
Nacida en Bridgeport, Connecticut, Judge se educó en un convento católico. 
Inició su carrera artística como bailarina en un número para Jimmy Durante. Conoció al director Wesley Ruggles en un tren y, gracias a su ayuda se inició en el cine, casándose con él posteriormente. Apodada "One-Take Sally," su actividad cinematográfica abarcó las décadas de 1930 y 1940. Tras ello, hizo algunas actuaciones televisivas, la última en un episodio de la serie Perry Mason en 1964.
Judge se casó en siete ocasiones y tuvo dos hijos: Wesley Ruggles, Jr. con su primer marido, y Dan Topping, Jr., con el segundo, Dan Topping. Sus otros maridos fueron:
- James Ramage Addams (7 de octubre de 1942 – 24 de julio de 1945)
- Vincent Morgan Ryan (3 de agosto de 1945 – 23 de abril de 1947)
- Henry J. (Bob) Topping (29 de abril de 1947 – 23 de abril de 1948)
- George Ross III (18 de enero de 1949 – 10 de agosto de 1950)
- Edward Cooper Heard (9 de abril de 1955 – 2 de noviembre de 1960)

Se ha afirmado que Judge también se casó con James M. Bryant, aunque ambos negaban dicho matrimonio.
Arline Judge falleció en West Hollywood, California, en 1974. Fue enterrada en el Cementerio Saint Michaels, en el Condado de Fairfield, Connecticut. 

## Filmografía seleccionada
| Cine       | Cine                                       | Cine                  | Cine                                          |
| Año        | Film                                       | Papel                 | Observaciones                                 |
| ---------- | ------------------------------------------ | --------------------- | --------------------------------------------- |
| 1931       | Are These Our Children                     | Florence "Flo" Carnes |                                               |
| 1932       | Girl Crazy                                 | Molly Gray            |                                               |
| 1933       | Sensation Hunters                          | Jerry Royal           |                                               |
| 1934       | When Strangers Meet                        | Ruth Crane            |                                               |
| 1935       | George White's 1935 Scandals               | Midgie Malone         |                                               |
| 1936       | Pigskin Parade (Locuras de estudiantes)    | Sally Saxon           | Otro título: Harmony Parade                   |
| 1941       | Harvard, Here I Come!                      | Francie Callahan      | Otro título: Here I Come                      |
| 1942       | Law of the Jungle                          | Nona Brooks           |                                               |
| 1943       | Girls in Chains                            | Helen Martin          |                                               |
| 1944       | Take It Big                                | Pert Martin           |                                               |
| 1945       | G.I. Honeymoon                             | Flo LaVerne           |                                               |
| 1946       | From This Day Forward (De hoy en adelante) | Margie Beesley        |                                               |
| 1947       | The sin of Harold Diddlebock               | Manicura              | Otro título: Mad Wednesday                    |
| 1963       | The Crawling Hand                          | Mrs. Hotchkiss        | Otro título: Don't Cry Wolf The Creeping Hand |
| Televisión |                                            |                       |                                               |
| Año        | Título                                     | Papel                 | Observaciones                                 |
| 1953       | Mr. and Mrs. North                         | Dot Jansen            | 1 episodio                                    |
| 1964       | Perry Mason                                | Emmalou Schneider     | 1 episodio                                    |